# منتخب البوسنة والهرسك لكرة الطائرة للسيدات
منتخب البوسنة والهرسك لكرة الطائرة للسيدات هو ممثل البوسنة والهرسك الرسمي في المنافسات الدولية في كرة طائرة للسيدات.